# 岬洋介シリーズ
『岬洋介シリーズ』（みさきようすけシリーズ）は、中山七里の推理小説のシリーズ。宝島社より2010年1月から刊行されている。
ピアニストの岬洋介が、周りで起きる音楽関連の事件を解決する推理小説のシリーズ。岬洋介があくまで関わった事件なので、主人公は各作品ごとに別の人物となっており、岬は事件解決やアドバイスなどを行う探偵役で狂言回しの立場である。岬洋介というキャラクターは、著者の中山が横溝正史の金田一耕助というキャラクターが好きだったため、自分が書くシリーズの主人公は「ピアノを弾くイケメンの金田一にしよう！」という思いつきから生み出され、名前は中山が大学時代に初めて書いた「謝罪」というタイトルの安田講堂落城の話に登場した主人公の名前を気に入っていたために再度使用した。中山の作品では何かが欠けている登場人物がほとんどであるが、その中で岬洋介だけは完璧に近い人物として創り上げられている。
ミステリ小説としてだけではなく、音楽描写がピアニストや音楽関係者から高い評価を受けており、2017年5月現在、売上はシリーズ累計120万部を突破している。
シリーズ第1作の『さよならドビュッシー』は、2013年1月26日に利重剛監督・橋本愛主演で映画化、また2016年3月18日に日本テレビ系「金曜ロードSHOW!」にて『さよならドビュッシー 〜ピアニスト探偵 岬洋介〜』のタイトルで単発テレビドラマ化されている。

## シリーズ一覧

### 『さよならドビュッシー』
- 単行本：2010年1月8日発売[8]、宝島社、ISBN 978-4-7966-7530-7
- 文庫本：2011年1月12日発売[9]、宝島社文庫、ISBN 978-4-7966-7992-3

#### スピンオフ
- 『さよならドビュッシー前奏曲 要介護探偵の事件簿』 - 岬洋介は最終話「要介護探偵最後の挨拶」にのみ登場
- 「煙よりも、軽く」 - 岬洋介は登場しない

いずれもシリーズのスピンオフではなく、『さよならドビュッシー』のスピンオフとされている。

### 『おやすみラフマニノフ』
- 単行本：2010年10月12日発売[11]、宝島社、ISBN 978-4-7966-7901-5
- 文庫本：2011年9月6日発売[12]、宝島社文庫、ISBN 978-4-7966-8582-5

### 『いつまでもショパン』
- 単行本：2013年1月10日発売[13]、宝島社、ISBN 978-4-8002-0551-3
- 文庫本：2014年1月9日発売[14]、宝島社文庫、ISBN 978-4-8002-2043-1

### 『どこかでベートーヴェン』
- 単行本：2016年5月25日発売[15]、宝島社、ISBN 978-4-8002-5567-9
- 文庫本：2017年5月9日発売[5]、宝島社文庫、ISBN 978-4-8002-7104-4

### 『もういちどベートーヴェン』
- 単行本：2019年3月20日発売[16]、宝島社、ISBN 978-4-8002-9321-3
- 文庫本：2020年4月7日発売[17]、宝島社文庫、ISBN 978-4-299-00416-1

### 『合唱 岬洋介の帰還』
- 単行本：2020年4月17日発売[18]、宝島社、ISBN 978-4-299-00418-5
- 文庫本：2021年6月4日発売[19]、宝島社文庫、ISBN 978-4-299-01675-1

### 『おわかれはモーツァルト』
- 単行本：2021年12月18日発売[20]、宝島社、ISBN 978-4-299-01634-8
- 文庫本：2023年12月6日発売[21]、宝島社文庫、ISBN 978-4-299-04911-7

### 『いまこそガーシュウィン』
- 単行本：2023年9月15日発売[22]、宝島社、ISBN 978-4-299-04693-2

### 短編
- 間奏曲（インテルメッツォ）[注釈 1]（2012年12月、宝島社『このミステリーがすごい!2013年版』初出）
- 協奏曲（コンチェルト）[注釈 2]

## 主な登場人物
※シリーズ内で複数回登場する人物を記載。
岬 洋介（みさき ようすけ）
シリーズ内全てに登場する人物であり、周りで起きる音楽絡みの事件を主人公の助けとなって推理したり事件を解決したりする。
その正体は、国内の名だたるコンクールを総なめにし、ピアノ雑誌などにも登場する将来を有望視されている新進気鋭のピアニスト。愛知音楽大学の臨時講師として働いている。虹彩は碧がかった鳶色で、恐ろしいほどに透き通った目をしており、小顔で痩身、引き締まった身体つきをしている。ジャニーズ系でもなく戦隊ヒーローものの俳優でもなく妖しいホスト系でもないが、良家に育った聡明な青年という感じでハンサム。その甘いマスクに魅了される女性も多く、取り巻きもいるくらいだが、昔からどんなに美人の女性が相手でも顔や胸より先に指先を見るなど、ゲイではないかと噂されるほど女っ気がない。普段は穏やかだがレッスンとなると一転して厳しくなり、指摘する内容は具体的な技術よりも感覚的なものが多い。そしてやっつけ仕事をする人間には女だろうが年上だろうが容赦しない。
聴力を失っても作曲家として生き続けたベートーヴェンを人生の羅針盤として傾倒していたが、実は2000年、自らも岐阜県立加茂北高校音楽科2年生（当時17歳）の時に左耳の突発性難聴（原因不明の感音性難聴）を発症。最初に診てもらった医者が専門医ではなかったために適切な早期治療が受けられず、手遅れとなって完治しなかった。以来、ステロイド剤や血流改善剤、代謝促進剤に利尿剤など薬を大量に飲んでいるが、コンクールの途中で突然発症して耳が聞こえなくなったり、ここぞという時にめまいを起こして倒れたりしてしまう。この病気や、以前から音楽の道に進むことを反対していた父親のことがあり、険悪な仲を和解するために大学は一応法学部へ進んだが、やはり音楽への道を諦めきれず、あるコンクールに本番2か月前に応募して1位入賞を果たし、翌日ピアニストになると宣言。その宣言通り、司法試験をトップ合格するほどの才能を持ち合わせていたにもかかわらず、修習期間を終えると裁判所にも検察庁にも勤めずピアニストとしての道を選んだ。父親には勘当され、以降は没交渉となっている。
その父親は著者の別シリーズ作品の1つ『追憶の夜想曲』にも登場した名古屋検察庁でその人ありと謳われた法曹界では有名な凄腕検事正・岬恭平。母親は元ピアニストだったが、洋介が中学のころに亡くなっている。彼女がロシア人男性と日本人女性とのハーフであるため、洋介はクォーターである。
下諏訪 美鈴（しもすわ みすず）
ピアノ奏者。愛知音楽大学器楽科ピアノ専攻の学生。父親は音大の教授、母親はバイオリン奏者という音楽一家のサラブレッドで、本人も学生コンクールの常連であらゆる大会で上位入賞を果たすなど、“コンクール荒らし”とまで呼ばれる実力者。綽名はプチ子・ヘミング。長い髪を引っ詰めた大柄の女性で、腕は筋骨隆々、不躾な野太い声、化粧気がなく眉は太くて一文字、魔女さながらの陰険そうな目と鷲鼻、への字形の唇など、名前と容姿は大きく乖離している。得意な曲はショパンとリスト。性格は猛々しく、毎回のように競争相手にプレッシャーをかける。
岬と交流したことで、他人を攻撃するような演奏から一変して他奏者と調和する演奏ができるようになる。
柘植 彰良（つげ あきら）
“稀代のラフマニノフ弾き”と呼ばれ年老いた今もなお音楽界にその名を轟かせているピアニスト。愛知音楽大学の理事長であり学長。70歳までは交響楽団の常任指揮者も務めていた。
『いつまでもショパン』では故人となっている。
城戸 晶（きど あきら）
『おやすみラフマニノフ』の主人公で音大でヴァイオリンを志す音大生。実家からの仕送りが途絶え、学費の納入もままならないかったが、幸運にも学長が参加する定期演奏会のオーケストラでコンサートマスターの座を射止めた。音大卒業後は地元の音響楽団に就職。シリーズの短編である「協奏曲（インテルメッツォ）」の主人公でもある。

## 漫画
- 中山七里（原作）・相楽ひまり（漫画） 『マンガ さよならドビュッシー』 宝島社、全1巻
  - 2013年1月12日発売[47]、ISBN 978-4-8002-0646-6

## 映画
『さよならドビュッシー』が2013年1月26日に公開。原作はシリーズ第1作の同名小説。監督は利重剛。主演は橋本愛。

## テレビドラマ
『さよならドビュッシー 〜ピアニスト探偵 岬洋介〜』のタイトルで、2016年3月18日に日本テレビ系『金曜ロードSHOW! 特別ドラマ企画』で放送。原作はシリーズ第1作『さよならドビュッシー』。主演は東出昌大。